# Los pájaros de Bangkok
Los pájaros de Bangkok es una novela de Manuel Vázquez Montalbán, publicada en 1983 por la Editorial Planeta. Es uno de los libros de la saga del detective privado Pepe Carvalho.

## Argumento
Tres historias, dos de ellas situadas en Barcelona y la tercera en Tailandia, llenan las páginas de la novela y las horas de un Carvalho que según palabras del autor "emprende un exótico viaje en un tiempo en que la aventura es casi imposible"
Tras resolver un desfalco en una pequeña empresa textil, Carvalho, sin ningún asunto a la vista, decide investigar por su cuenta la muerte de una bella mujer. El "asesinato de la botella de champán", como titulan los medios este misterio, le lleva a interrogar a los conocidos de la víctima, cuya imagen le obsesiona distrayéndole de una realidad que considera insuficiente y tediosa.
Intuyendo quién es el asesino pero sin conseguir que le contrate nadie del entorno de la víctima, decide dejar de lado este asunto cuando el hijo de una vieja amiga, Teresa Marsé, le comunica que esta ha desaparecido durante un viaje a Tailandia. 
Reacio a las peticiones de la familia finalmente decide aceptar su encargo y viaja a Tailandia. El detective desciende hasta los escenarios más sórdidos de Bangkok tras los pasos de Teresa y su amante Archit, perseguido como sospechoso del asesinato de un importante líder mafioso. 
Sin embargo la resolución del caso llegará con su retorno a Barcelona.

## Adaptación al videojuego
En el año 1988 se lanzó la aventura conversacional Carvalho: Los pájaros de Bangkok, adaptación de la novela y desarrollada por Dinamic Software.